# 克拉特魯斯
克拉特魯斯（希臘語：Κρατερός，約前370年以後—前320年），亞歷山大大帝麾下大將，後來成為繼業者之一。
克拉特魯斯參與亞歷山大大帝東征的大小戰役，在著名的伊蘇斯戰役和高加米拉戰役中指揮著方陣左翼步兵。在公元前326年的希達斯皮斯河戰役中，他負責指揮佯動部隊在西岸駐守，成功欺騙敵軍並讓亞歷山大的主力部隊順利渡河。亞歷山大對克拉特魯斯相當信任，在亞歷山大諸將中他最信任就是赫費斯提翁和克拉特魯斯。雖然他深受國王信任，然而克拉特魯斯堅守、捍衛馬其頓傳統，與亞歷山大提倡的東方化政策相牴觸，使他官位上無法與赫費斯提翁、佩爾狄卡斯相比媲，但反而使他深受馬其頓士兵歡迎，緣於馬其頓士兵們不滿亞歷山大的東方化政策。
遠征軍返回巴比倫尼亞後，他受命與波利伯孔一起帶領11,500名老兵返回馬其頓，當亞歷山大在巴比倫逝世時，他正在行軍至奇里乞亞，因此未參與巴比倫的王位繼承權之爭。隨著亞歷山大逝世，希臘諸城邦反叛之刻，克拉特魯斯在拉米亞戰爭中支援安提帕特對付希臘叛軍。他與他的馬其頓海軍啓航到希臘並在前322年參與克蘭農戰役。隨後他與安提帕特聽信安提柯對帝國攝政佩爾狄卡斯的指控，起兵聲討佩爾狄卡斯。公元前320年，他在小亞細亞卡帕多細亞與歐邁尼斯的一場戰役中交戰陣亡。

## 亞歷山大麾下

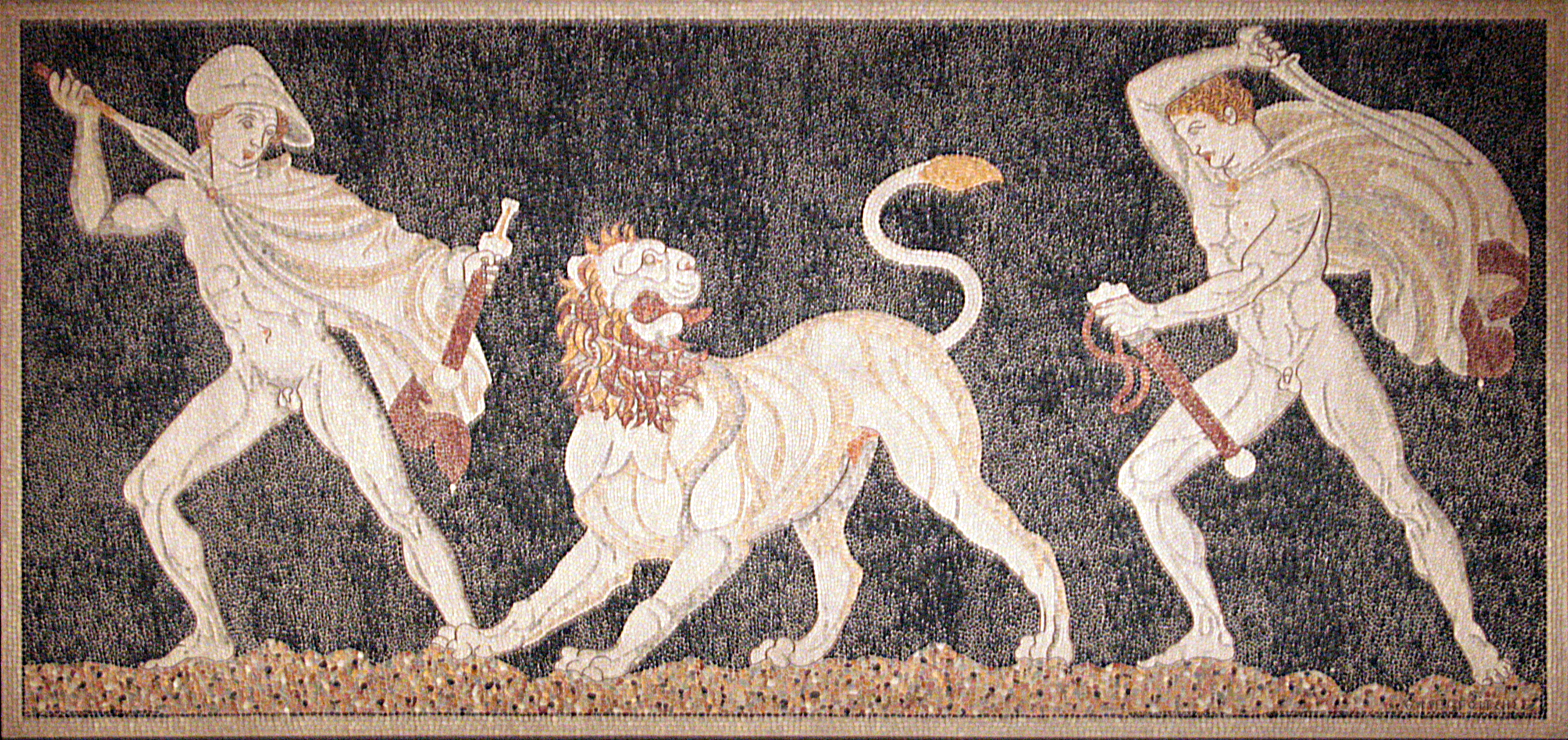
克拉特魯斯（右）與亞歷山大大帝（左）一起獵獅，前四世紀佩拉馬賽克鑲嵌畫，兩人一起在敘利亞獵獅的情節。

克拉特魯斯出身上馬其頓奧勒提斯地區，對於他的家族背景不是很清楚，可能是當地的貴族，已知父親名為亞歷山大，母親為亞麗士佩脫拉（Aristopatra），他還有個兄弟安福忒罗斯。在˞腓力二世期間他在軍中已經享有聲譽，加上他比其他腓力麾下的將領年輕許多，可推測靠著能力和出色表現使克拉特魯斯提拔的相當迅速。
在亞歷山大的軍事行動一開始，他已經是六位馬其頓步兵夥友方陣旅（taxis）指揮官的其中之一，伊蘇斯戰役和高加米拉戰役等大型會戰中，他還受命統領步兵方陣左翼，聽命於全軍左翼司令帕曼紐之下，這顯示克拉特魯斯卓越的軍事經驗和地位。泰爾圍城戰期間，克拉特魯斯和佩爾狄卡斯曾一段時間內暫代全軍統帥，而後在總攻擊中他和另外一位賽普勒斯國王率領馬其頓艦隊左翼，並帶領他們率先攻入泰爾城。在烏克西亞峽谷戰役中，克拉特魯斯首次獨立率領一支軍隊作戰，他的表現並沒有讓亞歷山大失望。儘管日後的征途中其他將領也陸續接到獨立作戰的任務，但一旦作戰任務非常危險或相當重要時，多交付給克拉特魯斯。而在整個亞歷山大許多將領之中，克拉特魯斯被認為是最英勇的。
克拉特魯斯在波斯門戰役中負責率領一支分隊佯裝成主力，吸引敵人目光，來掩護亞歷山大的迂迴部隊繞道至敵陣後方。在波斯波利斯陷落後，克拉特魯斯陪伴亞歷山大追擊大流士三世，由亞歷山大率領較輕裝部隊在前全速前進，克拉特魯斯則是帶著其他較慢的部隊在後。

## 菲羅塔斯謀反案

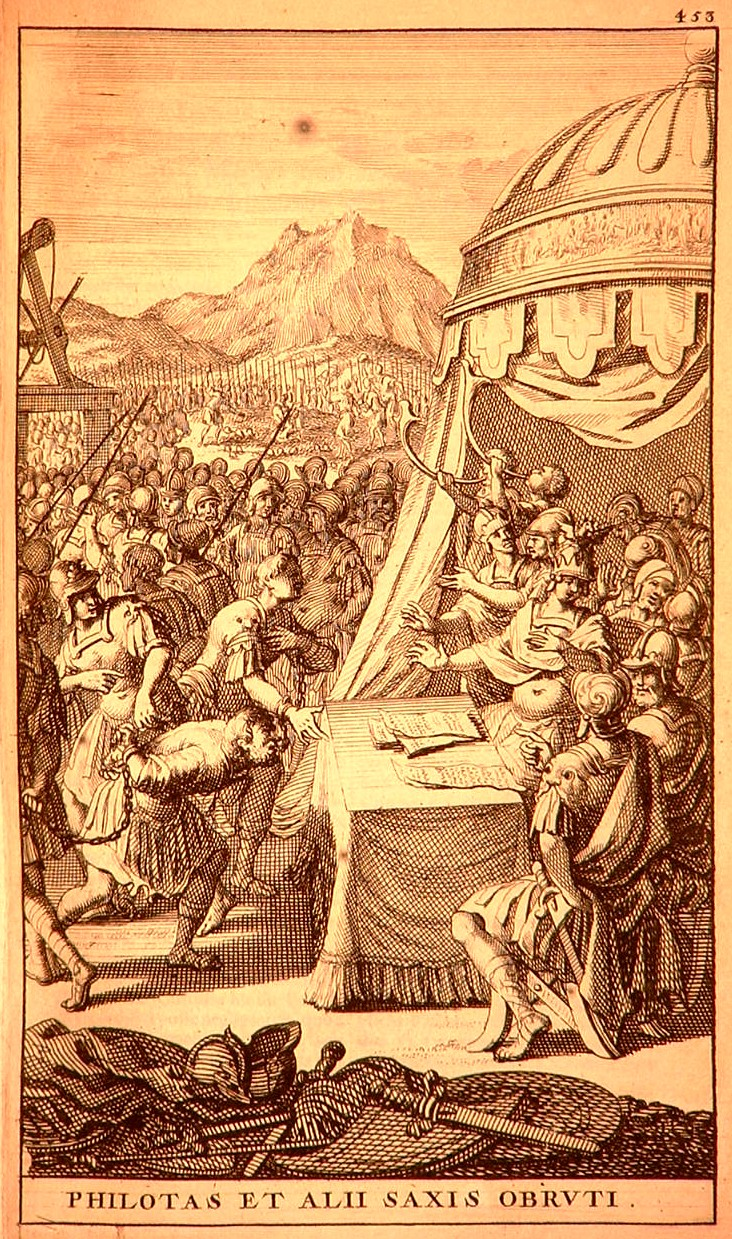
菲羅塔斯審判案，並判處死刑.

早先在亞歷山大即位之時，馬其頓老將帕曼紐和其家族成員在軍中擁有很大影響力，帕曼紐的長子菲羅塔斯當時是夥友騎兵指揮官，但他性格傲慢自大，得罪許多人，塑造很多政敵。當遠征軍在埃及時，克拉特魯斯得知菲羅塔斯私下吹噓自己和其父親的功績，還對國王頗有無禮言詞。克拉特魯斯把這件事秘密呈報給亞歷山大，儘管國王不追究菲羅塔斯無禮的言語，但克拉特魯斯仍持續調查菲羅塔斯私下不檢點行為，並告知給國王。
隨著遠征軍進軍至伊朗高原，菲羅塔斯的部下受到德米特里謀反案牽連，克拉特魯斯立即抓住這個契機攻擊政敵，他向亞歷山大控訴菲羅塔斯參與謀反，控訴理由是聲稱菲羅塔斯知情此密謀，卻沒有第一時間通知國王。儘管沒有直接涉案證據，許多敵視菲羅塔斯的夥友們在會議中說服了亞歷山大，尤其是克拉特魯斯他強烈的控訴，最後會議判定菲羅塔斯謀反。隨著亞歷山大處死了菲羅塔斯和帕曼紐，另外一位亞歷山大信任的夥友赫費斯提翁因此受益晉升夥友騎兵指揮官，但克拉特魯斯卻是接替帕曼紐在軍中的地位，成為亞歷山大最倚重的將領。

## 中亞和反對東方化
從征討希爾卡尼亞（Hyrcania）、阿利亞、巴克特里亞直至索格底亞那這段期間，他不僅常受命率領一支軍隊獨立作戰，甚至當亞歷山大率領分遣隊而不在時，都是克拉特魯斯暫代全軍總司令。在希爾卡尼亞時他率領全軍三分之一的軍隊與亞歷山大所率的軍隊分頭進擊。在進軍巴克特里亞討伐貝蘇斯時，傳來後方阿利亞總督薩提巴贊斯（Satibarzanes）叛變的消息，亞歷山大連忙帶著輕裝部隊返回處理，這時也是由克拉特魯斯暫代全軍總司令。同樣地，在斯皮塔米尼斯發動叛變時，亞歷山大把大軍暫時交給克拉特魯斯。征討斯皮塔米尼斯過程中，克拉特魯斯曾經率軍擊退馬薩革泰人的游擊部隊，迫使他們逃入沙漠邊緣。
在中亞這段時期，亞歷山大開始在他的宮廷中採納一些波斯服裝和波斯禮儀等東方化政策，這引起許多馬其頓軍官和士兵不滿，而克拉特魯斯依舊堅守馬其頓傳統。根據古羅馬作家普魯塔克記載，此舉使他在馬其頓士兵心目中贏得很大的聲望：
|  | 說實在克拉特魯斯在他們（馬其頓士兵們）當中擁有極大的名聲，........當亞歷山大仿效波斯的生活方式而群起反對時，記得他為了袒護他們而遭致亞歷山大的敵意，他盡最大力量加以抑制和抗拒，始終要維持本國習慣和傳統。 |

前327年春，亞歷山大讓克拉特魯斯率領一部分軍隊繼續掃蕩索格底亞那，自己返回巴克特里亞。就在這個期間，亞歷山大引進波斯宮廷的服從禮（proskynesis），很可能就是趁著克拉特魯斯不在，阻力最小的時刻。

## 赫費斯提翁的競爭
在希達斯皮斯河戰役中，克拉特魯斯再一次擔任吸引敵人目光的腳色，來掩護亞歷山大的主力部隊繞道渡河。戰後克拉特魯斯和赫費斯提翁之間的衝突越演越烈，這兩人都深受亞歷山大寵信，因此二人難免私下較勁，後來演變成公開對抗，甚至惡化成拔劍決鬥，這使亞歷山大不得不介入。不僅明令兩人重修於好，進軍時把兩人的部隊分配到印度河兩岸來使雙方分開。然而亞歷山大不久就偏向赫費斯提翁一側，不同於克拉特魯斯捍衛馬其頓傳統，赫費斯提翁贊成東方化政策，甚至與亞歷山大一起換裝東方服飾，使亞歷山大逐漸把重要任務交付給赫費斯提翁，畢竟亞歷山大跟赫費斯提翁的關係是「亞歷山大」的好友，是私人的親友關係，但克拉特魯斯和亞歷山大的關係卻是「國王」的好友，限於公事。

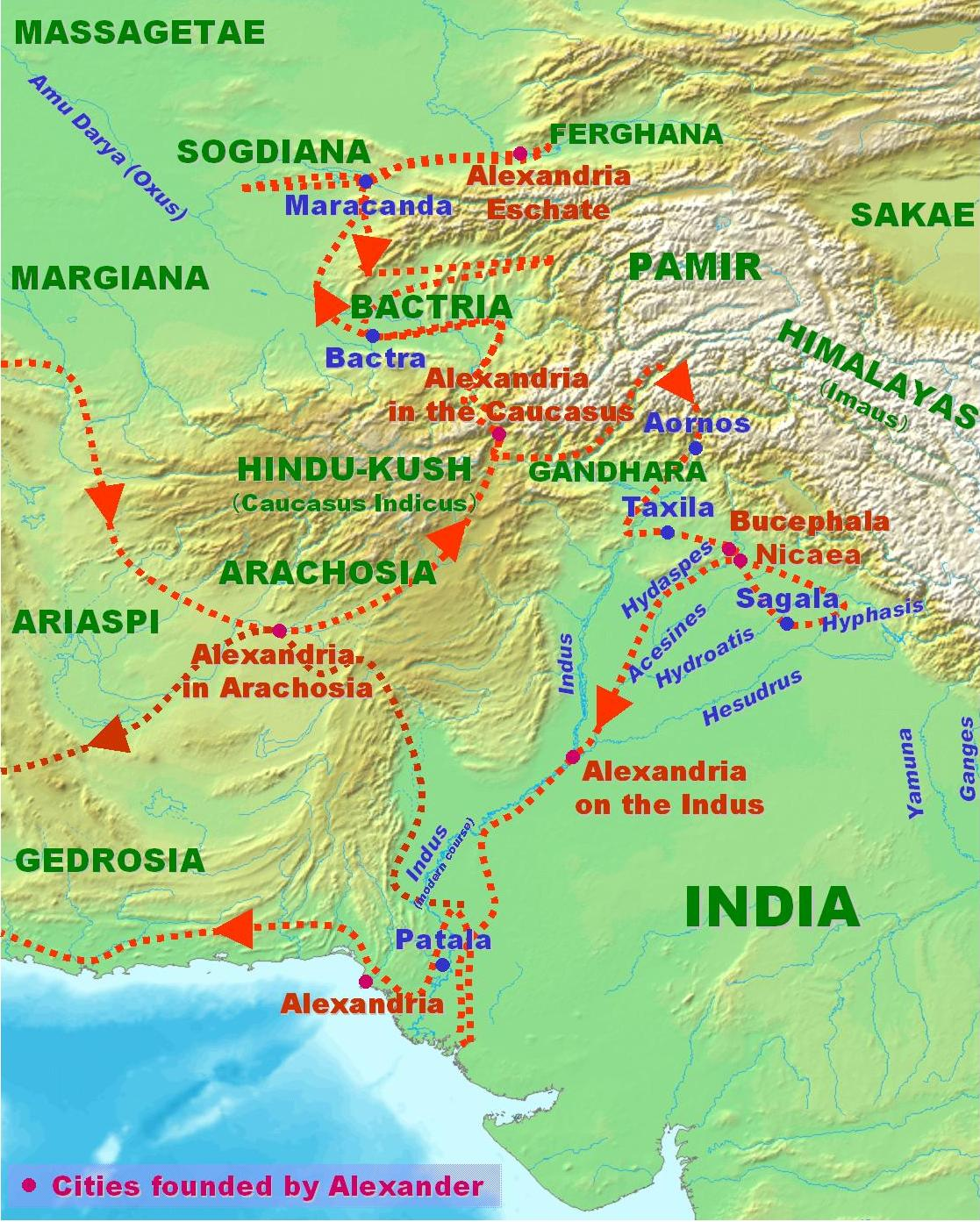
亞歷山大從印度兵分海路/濱海、內陸兩路返回波斯。其中克拉特魯斯率領一大部份軍隊走內陸路線

當大軍接近印度河口附近，準備轉向返回巴比倫，亞歷山大命克拉特魯斯率領一大部分的軍隊途經阿拉霍西亚、德蘭吉亞那（Drangiana）至卡曼尼亞與亞歷山大會師。亞歷山大為了促進東西方民族融合，於蘇薩集體婚禮中，賜婚給克拉特魯斯的是新娘波斯王族阿瑪斯特里絲，但她的地位比不上政敵赫費斯提翁的波斯公主德莉比娣絲。不久後，亞歷山大頒發榮譽給在印度遠征中有英勇行為和巨大貢獻的軍官，其中赫費斯提翁、尼阿库斯、列昂納托斯等都收到金冠，但克拉特魯斯並沒有名列之中。
俄庇斯暴動後，越來越不信任安提帕特的亞歷山大，命克拉特魯斯率領11,500名老兵返回馬其頓，並接替安提帕特歐洲統帥的職位，擔任馬其頓新的攝政。克拉特魯斯率兵離開，以極慢的行軍速度往馬其頓前進，前323年當亞歷山大病逝的消息傳來，他才進軍至奇里乞亞。

## 亞歷山大逝世之後
亞歷山大大帝的突然逝世，使在奇里乞亞的克拉特魯斯陷入進退維谷的困境。原先頂著王命的他本要取代安提帕特，現在也很難讓安提帕特乖乖交出雄踞數十年的地位。而在巴比倫的帝國中央陷入步兵派和騎兵派的王位繼承權之爭，雙方曾經短暫妥協讓克拉特魯斯擔任帝國攝政，但幾天後隨著騎兵派佩爾狄卡斯全面獲勝，這提議隨即成了廢紙。在新的巴比倫分封協議中佩爾狄卡斯成了帝國攝政，而克拉特魯斯和安提帕特則是一同為馬其頓兼希臘統帥，這安排很明顯是要兩人相鬥。克拉特魯斯只好在奇里乞亞靜觀其變。
局勢變化迅速，得知亞歷山大逝世的消息後各希臘城邦以雅典為首吹起叛變的號角，爆發拉米亞戰爭，安提帕特不得不向克拉特魯斯和赫勒斯滂·弗里吉亞總督列昂納托斯請求援助，很可能安提帕特的女兒菲拉此時與克拉特魯斯協商婚姻，雙方試圖建立政治同盟。克拉特魯斯在奇里乞亞留下駐守的銀盾兵和一些部隊為克利圖斯準備艦隊後，繼續率兵往馬其頓進軍。
前322年夏季，克拉特魯斯度過赫勒斯滂海峽後來到色薩利，與安提帕特軍合軍後與希臘聯軍展開會戰，即克蘭農戰役。戰後希臘叛亂遭到鎮壓，平定亂事後安提帕特和克拉特魯斯返回馬其頓，於此時克拉特魯斯和菲拉正式結婚，生有一子或遺腹子克拉特魯斯。
在馬其頓，享有高名望的克拉特魯斯與安提帕特享有同等地位，他生材高大，雖然地位崇高戰功顯赫，但待人和藹、平易近人，行事理智且正派厚重，與人談話極有說服性。所以人們常拿他跟安提帕特比較，相比安提帕特身材矮小，行事邪惡，對人無情高傲且看不起地位低的人。這使得人們推崇且喜愛克拉特魯斯，發自內心擁戴他就像國王似的，並且認為安提帕特不配與他享有同等地位。

## 大意戰死
前321年，安提帕特與克拉特魯斯向尚未臣服的埃托利亞人發起入侵，儘管埃托利亞人逃到山區堅守，但克拉特魯斯利用多年的軍事經驗和戰術，迫使埃托利亞人在冬季陷入食物短缺的困境。此時弗里吉亞總督安提柯逃到克拉特魯斯和安提帕特面前，告知帝國攝政佩爾狄卡斯殺了公主庫娜涅等不法、踰矩行為，還控訴他企圖奪取王位，甚至準備要奪取克拉特魯斯和安提帕特的職位。安提帕特原本就惱怒佩爾狄卡斯悔婚的行為，在聽信安提柯的證言後，兩人決定號召勤王，他們立刻與埃托利亞人停戰，率兵往小亞細亞進軍，爆發第一次繼業者戰爭。由於克拉特魯斯和安提帕特兩人的地位和聲望，一時間帝國許多總督和將軍都陸續響應他們的訴求，如埃及總督托勒密、色雷斯將軍利西馬科斯、艦隊司令克利圖斯等等，聲勢相當浩大。
佩爾狄卡斯陣營的小亞細亞統帥歐邁尼斯奉命堅守赫勒斯滂海峽，但由於安提柯成功策反呂底亞總督米南德加入勤王軍，使得歐邁尼斯背後受敵而往東撤退回卡帕多細亞，讓克拉特魯斯和安提帕特所率的主力無事進入小亞細亞。眼看情勢不對，之前就蠢蠢欲動的小亞美尼亞督軍涅俄普托勒摩斯率兵叛離歐邁尼斯加入勤王軍陣營，但歐邁尼斯迅速反應，立即帶領軍隊擊破他。戰敗的涅俄普托勒摩斯僅帶著小股騎兵逃離，匆忙來到不遠處克拉特魯斯和安提帕特的大營。
涅俄普托勒摩斯向兩人提議，說歐邁尼斯軍剛剛打勝一場戰役，士兵體力疲憊尚未恢復，只要大軍立刻追上並展開會戰，歐邁尼斯必定無法抵禦。涅俄普托勒摩斯更信誓旦旦的說，憑著克拉特魯斯高人氣和威望，歐邁尼斯軍中的馬其頓士兵一旦看到他的尊容就會望風而降，敵軍就會不攻自破。因此，自信的克拉特魯斯採納建言，讓安提帕特率領一小部分部隊朝奇里乞亞先行進軍，自己和涅俄普托勒摩斯率領主力，不到10天之內克拉特魯斯便與歐邁尼斯軍相遇。
本是克拉特魯斯好友的歐邁尼斯，正確猜到克拉特魯斯軍在接近的路上，他也清楚知道自軍馬其頓士兵一看到克拉特魯斯很可能會倒戈，他一方面對自軍放出假消息，說來襲的軍隊是別人帶領的，且敵人不是馬其頓人組成的大軍而是當地的僕從部隊。另一方面，他交代自軍卡帕多細亞人組成的騎兵隊，一旦敵人出現就衝殺過去，且不要讓敵人傳令官接近或敵人統帥有時間露臉或談話的機會。因此，歐邁尼斯全軍開戰前都不知道自己真正與誰交戰。
另一方面，克拉特魯斯戰前還堅信對方士兵將會向自己投誠，不至於陳兵對陣，當老經驗的他一望到對面的行軍步伐從容輕快，立刻察覺事情有異，連忙下令全軍準備作戰。歐邁尼斯特意讓卡帕多細亞騎兵隊對付克拉特魯斯所在的騎兵隊，一當望到他所率騎兵隊現蹤，菲尼克司和法那巴佐斯立即率領卡帕多細亞騎兵連忙發起衝鋒，不給克拉特魯斯一點時間露臉，也不讓自軍的馬其頓士兵看清楚敵方將領是誰。儘管克拉特魯斯英勇作戰，不愧對他勇猛的美名，斬殺許多敵兵，但仍在第一波衝鋒中就負傷落馬，也因為敵兵不知道他是誰，沒人發現，直到後來才有人認出身負重傷的他是鼎鼎大名的克拉特魯斯，但他已經奄奄一息隨後斷氣。歐邁尼斯獲得勝利後得知好友兼知己的克拉特魯斯陣亡的消息，抱著遺體痛哭失聲。歐邁尼斯很珍惜過往的友誼，一直帶著他的骨灰轉戰各地，多年後歐邁尼斯臨死之前才讓人把克拉特魯斯的骨灰還給他的遺孀菲拉，那時她已改嫁給德米特里了。

## 註腳
1. ↑  斯特拉波,15.1
2. ↑  Waldemar Heckel ,2008, 第23頁
3. ↑  阿里安, 《亞歷山大遠征記》2.8
4. ↑  庫爾蒂烏斯, 《Historiae Alexandri Magni》, 4.31]
5. ↑  Waldemar Heckel ,2016, 第171頁
6. ↑  阿里安, 《亞歷山大遠征記》3.18
7. ↑  普魯塔克,《希臘羅馬名人傳:亞歷山大》48
8. ↑  Waldemar Heckel ,2016, 第175頁
9. ↑  阿里安, 《亞歷山大遠征記》4.17
10. ↑  普魯塔克,《希臘羅馬名人傳:歐邁尼斯》6
11. ↑  Waldemar Heckel ,2016, 第177頁
12. ↑  阿里安, 《亞歷山大遠征記》5.12
13. ↑  阿里安, 《亞歷山大遠征記》6.2
14. ↑  Waldemar Heckel ,2016, 第178頁
15. ↑  普魯塔克,《希臘羅馬名人傳:亞歷山大》47
16. ↑  阿里安, 《亞歷山大遠征記》7.4
17. ↑  阿里安, 《亞歷山大遠征記》7.5
18. ↑  阿里安, 《亞歷山大遠征記》7.12
19. ↑  阿里安, 《繼業者歷史》1.7
20. ↑  狄奧多羅斯, 《歷史叢書》, 18.12
21. ↑  Waldemar Heckel ,2016, 第185頁
22. ↑  阿里安, 《繼業者歷史》殘篇19
23. ↑  狄奧多羅斯, 《歷史叢書》, 18.25
24. ↑  阿里安, 《繼業者歷史》1.24
25. ↑  狄奧多羅斯, 《歷史叢書》, 18.29
26. ↑  普魯塔克,《希臘羅馬名人傳:歐邁尼斯》8
27. ↑  普魯塔克,《希臘羅馬名人傳:歐邁尼斯》7
28. ↑  狄奧多羅斯, 《歷史叢書》, 19.9